# Zgornje Jablane
Zgornje Jablane (nemško Oberjabling) so naselje v Občini Kidričevo na severovzhodu Slovenije. Nahaja se v tradicionalni pokrajini Štajerska in spada v Podravsko statistično regijo.